# Loquasquscit
Loquasquscit (Loquasquseit), jedno od plemena Wampanoag konfederacije čije se selo Loquasquscit (Loqusqusitt) nalazilo blizu rijeke Pawtucket u okrugu Providence (?) u Rhode Islandu. Selo je prodano 1646. Sultzman pleme naziva Loquasquseit.

## Vanjske poveznice
- Wampanoag Indian Tribe History